# Economie van de Verenigde Arabische Emiraten

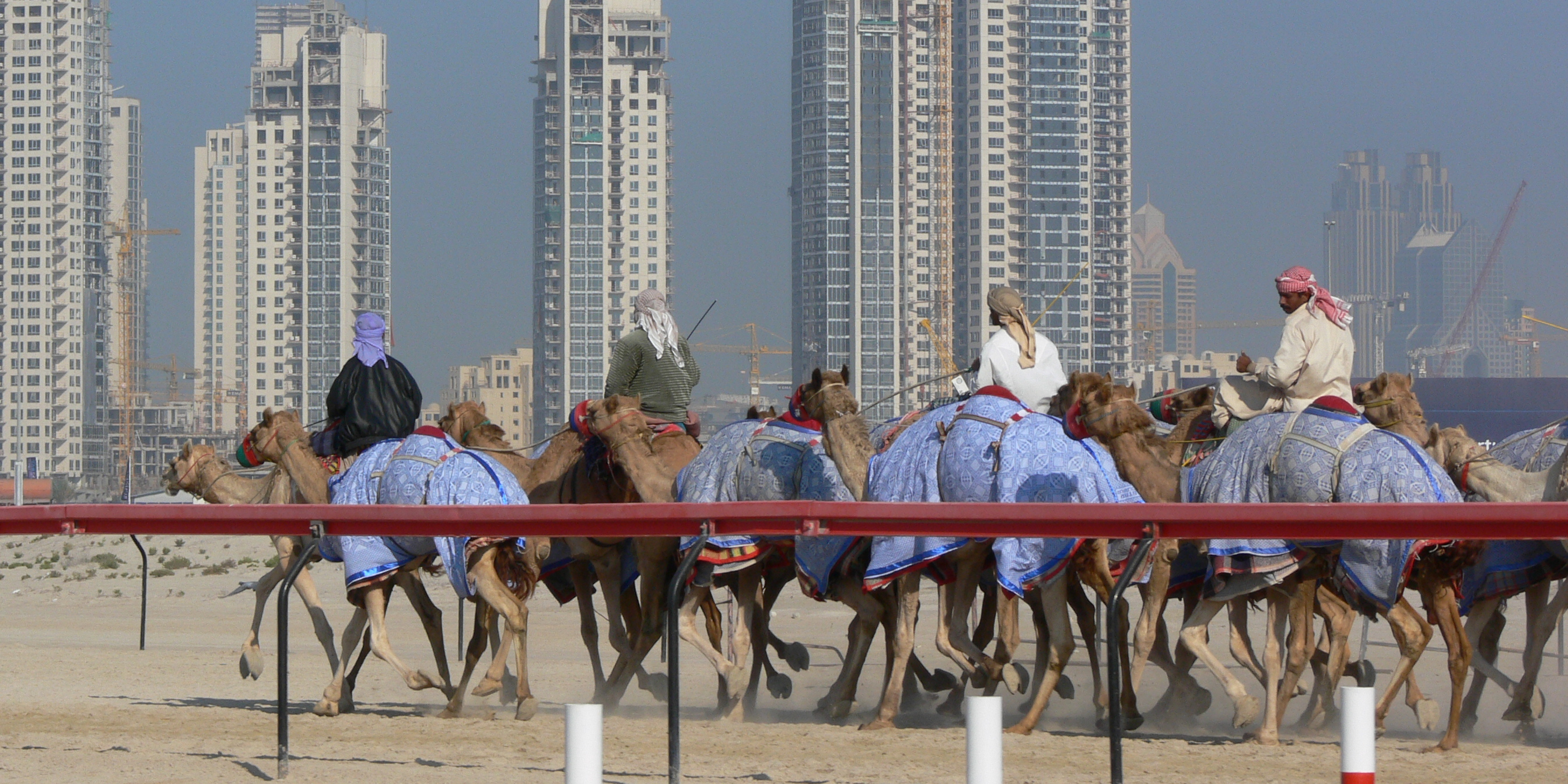
Hoge gebouwen in aanbouw in Dubai, met de Burj Dubai op de achtergrond

De Verenigde Arabische Emiraten (VAE) hebben een hooggeïndustrialiseerde economie, wat het land tot een van de meest ontwikkelde landen in de wereld maakt, gebaseerd op verschillende ontwikkelingsmeters zoals de HDI en BNP. Met US$168 miljard in 2006, zijn de VAE tweede van alle Arabische Golfstaten na Saoedi-Arabië, derde in het Midden-Oosten, en 38ste in de wereld (voor Maleisië).

## Geschiedenis
Voorafgaand aan de eerste export van petroleum in 1962, werd de economie van de VAE gedomineerd door de parelproductie, visserij, landbouw en veeteelt. Sinds de stijging van de olieprijzen in 1973, ging petroleum de economie domineren, en werd de grootste bron van inkomen en zorgde voor een goede investeringskansen. 
De VAE hebben enorme bewezen olievoorraden, geschat op 97,8 miljard vaten in 2016. De cijfers worden niet regelmatig herzien, want in 1996 en 2006 waren dit ook de opgegeven olievoorraden. Ondanks de hoge productie zijn de reserves over een periode van 20 jaar niet gedaald. Op basis van de laatste productiecijfers, 4 miljoen vaten per dag in 2016, zijn de reserves voldoende groot om nog dit niveau nog 66 jaar vast te houden. De aardgasreserves werden in 2016 geschat op 6100 km³ en met huidige productieniveau, kunnen de gasreserves nog 100 jaar mee.

## Macro-economische trend
In de tabel hieronder staat de trend van het BNP van de VAE tegen marktprijzen geschat door het Internationaal Monetair Fonds (IMF). De waarde van de VAE-dirham is vastgekoppeld aan de Amerikaanse dollar en de wisselkoers staat al sinds begin jaren tachtig op 3,67 dirham per dollar.
| Jaar | Bnp (in miljoenen AED) | Inflatie Index (2000=100) |
| ---- | ---------------------- | ------------------------- |
| 1980 | 109,833                | 85                        |
| 1985 | 100,400                | 57                        |
| 1990 | 123,541                | 69                        |
| 1995 | 157,144                | 89                        |
| 2000 | 259,247                | 100                       |
| 2005 | 491,265                | 121                       |
| 2006 | 642,000                | --                        |

In 2003 produceerde de VAE ongeveer 2,3 miljoen vaten (370.000 m³) olie per dag, waarvan Abu Dhabi 85% produceerde en Dubai en Sharjah de rest. Schattingen beweren dat Dubai tegen het huidig productieniveau minder dan 10 jaar olie overheeft en Sharjah nog minder. Hoewel Sharjah nog resterende aardgasreserves bezit. Dubais kleine resterende aardgasreserves zijn voor gebruik door Dubai zelf, wat een van de grootste aluminiumsmelters ter wereld heeft.
Grote toename in import vond plaats in afgewerkte goederen, machinerie en transport materiaal, wat allemaal samen verantwoordelijk is voor 70% van de totale import van de VAE. Een andere belangrijke bron van inkomsten is de Abu Dhabi Investerings Autoriteit, dat alle investeringen van de staat Abu Dhabi beheert, het rijkste emiraat. Het gaat om een totaal bedrag van US$792 miljard in overzeese investeringen per eind juni 2016.
Meer dan 200 fabrieken staan in het Jebel Ali complex in Dubai, dat bevat een diepwaterhaven en een vrijhandelszone voor productie en distributie waarin alle goederen voor herexport van een 100% belastingvermindering genieten. Het complex ondergaat momenteel een expansie, met stukken grond gereserveerd voor verschillende industriële sectoren. Een grote internationale luchthaven is ook gepland.
Behalve in de vrijhandelszone, is het verplicht in de VAE dat 51% van de bedrijfsaandelen in handen is van een Emirati. Dit is in het kader van de pogingen van de regering om de Emirati's in leiderschapsposities te zetten. Maar deze wet is in beschouwing genomen en wordt hoogstwaarschijnlijk ontkracht om het land in de regelgeving van de Wereldhandelsorganisatie te integreren.
Als lid van de Samenwerkingsraad van de Arabische Golfstaten (Engels: Gulf Cooperation Council (GCC)) neemt de VAE deel in vele GCC-activiteiten dat zich bezighoudt met economische zaken. Deze bevatten het ontwikkelen van een algemene regelgeving op gebied van handel, investeringen, financiën, transport, telecommunicatie en andere technologische domeinen, o.a. beschermen van intellectuele bezitsrechten.

## Diversificatie
Hoewel de VAE minder afhankelijk wordt van natuurlijke grondstoffen als bron van inkomen, spelen petroleum en aardgas nog steeds een grote rol in de economie, zeker in Abu Dhabi. Veel bouwactiviteiten, een uitbreidende industrie, en een snel groeiende diensten sector helpen de VAE met het diversifiëren van hun economie. Spraakmakende bouwprojecten zijn het Burj Dubai, wat na afwerking het hoogste gebouw ter wereld zou worden, Al Maktoum International Airport, wat na afwerking de grootste luchthaven ooit gebouwd zal worden, en de drie Palmeilanden, de grootste kunstmatige eilanden ter wereld. Een ander project is de Dubai Mall, dat 's werelds grootste winkelcentrum zal worden.
Het emiraat van Dubai is recentelijk gestart met het zoeken naar andere bronnen van inkomsten. Hoogklassetoerisme en internationale financiën zijn de nieuwe sectoren die ontwikkeld worden. In het kader van deze initiatieven werd het Dubai International Financial Centre (DIFC) aangekondigd, wat 100% buitenlandse eigenaarschap biedt, zonder belasting. Een nieuwe beurs voor regionale bedrijven en andere initiatieven werd aangekondigd in het DIFC. Dubai heeft ook Internet en Media Vrij Zones ontwikkeld, met dezelfde voordelen als voor het DIFC. Velen van 's werelds grote bedrijven hebben hier een afdeling geopend. Recente liberalisatie in de vastgoedmarkt die buitenlanders toelating geeft om vastgoed te kopen en verkopen hebben tot een constructie-boom geleid en de vastgoedsector, met projecten als de The World, Dubai Marina, Jumeirah Lakes Towers, enz., biedt villa's, hoge appartementgebouwen en kantoorruimte.

## Verdere informatie
De VAE hebben een vrije economie met een hoog inkomen per hoofd en een aanzienlijk jaarlijks handelsoverschot. Ondanks grotendeels succesvolle pogingen tot diversificatie van de economie is 30% van het bnp nog steeds afkomstig van de olie- en aardgasindustrie en de rijkdommen van de economie schommelen mee met de olieprijzen. Sinds de ontdekking van olie in 1962, hebben de VAE een snelle transformatie ondergaan van een arm ontwikkelingsland naar een moderne staat met een hoge levensstandaard. De regering heeft uitgaven aan verbetering van de werkgelegenheid en infrastructuur verhoogd en is bezig met privatiseringen van de grote staatsbedrijven. Afhankelijkheid van gastarbeiders en energie zijn aanzienlijke langetermijnuitdagingen voor de economie van de VAE.
Afghanistan · Armenië · Azerbeidzjan · Bahrein · Bangladesh · Bhutan · Brunei · Cambodja · China · Cyprus · Egypte · Filipijnen · Georgië · India · Indonesië · Irak · Iran · Israël · Japan · Jemen · Jordanië · Kazachstan · Kirgizië · Koeweit · Laos · Libanon · Maldiven · Maleisië · Mongolië · Myanmar · Nepal · Noord-Korea · Oezbekistan · Oman · Oost-Timor · Pakistan · Qatar · Rusland · Saoedi-Arabië · Singapore · Sri Lanka · Syrië · Tadzjikistan · Taiwan · Thailand · Turkmenistan · Turkije · Verenigde Arabische Emiraten · Vietnam · Zuid-Korea